# Teoria estadística
La teoria de l'estadística proporciona una base per a tot el rang de tècniques, tant en el disseny d'estudi com en l'anàlisi de dades, que es fan servir dins les aplicacions de l'estadística. Aquesta teoria cobreix les aproximacions als problemes de les decisions estadístiques i a la inferència estadística, i també les accions i deduccions que satisfan els principis bàsics establerts per les diferents aproximacions. Dins d'una donada aproximació, la teoria estadística dona vies per comparar els procediments estadístics; pot trobar el millor procediment dins un context donat per problemes estadístics donats, o pot proporcionar una guia per escollir entre procediments alternatius.
A part de consideracions filosòfiques gran part de la teoria consisteix en estadística matemàtica i està estretament lligada a la teoria de la probabilitat, la teoria d'utilitat i a l'optimització matemàtica.